# Marie Losier
Marie Losier, née en France en 1972, est une réalisatrice et curatrice qui a travaillé à New York pendant 25 ans et dont les films et vidéos sont projetés régulièrement dans des musées, galeries, biennales et festivals.

## Biographie

### Formation
Marie Losier étudie la littérature à l'université de Nanterre, où elle obtient un DEA en littérature et poésie américaine, et suit les cours des Beaux-Arts à New York (MFA/Hunter College).

### Parcours
Elle réalise ensuite de nombreux portraits avant-gardistes, intimes, poétiques et ludiques de cinéastes, de musiciens et d’artistes tels que Alan Vega, les frères Kuchar, Guy Maddin, Richard Foreman, Tony Conrad ou Peaches.
Son premier long métrage The Ballad of Genesis and Lady Jaye dresse le portrait de Genesis P-Orridge (des groupes Throbbing Gristle et Psychic TV) et de sa compagne Lady Jaye. La première a lieu au festival international du film de Berlin en février 2011 : le film y obtient le Teddy Award et le prix Caligari. Elle remporte également le grand prix à Indielisboa, le prix Louis-Marcorelles et le prix des bibliothèques au festival Cinéma du réel.
En 2013-2014, elle obtient le DAAD Residency Award à Berlin et le Guggenheim Award pour travailler sur son nouveau long métrage Cassandro the Exotico!, un portrait du célèbre catcheur mexicain, Saul Almendariz. Elle rentre vivre en Europe où elle termine le film qui est projeté en première mondiale au festival de Cannes par l'ACID en mai 2018. Il sort en salle en France en décembre 2018.
Le MoMA présente l’ensemble de son travail filmique lors d’une rétrospective en novembre 2018 et fait l’acquisition de ses films dans sa collection permanente.
Elle présente une exposition personnelle à la galerie d’art contemporain du BBB à Toulouse lors du festival Printemps de septembre 2018.
En mai et juin 2019, elle collabore avec Pauline Curnier Jardin pour une exposition à la Fondation d'entreprise Pernod Ricard, « Parties sans éteindre la lumière ».
En 2019, elle termine un nouveau moyen métrage multiformes, entre film, installation et performance, sur le compositeur et musicien allemand Felix Kubin (Felix in Wonderland!, première au festival de Locarno).
En 2019, deux rétrospectives de ses films sont organisées, la première lors du Festival d'automne à Paris au Jeu de paume, la seconde pour la Cinémathèque d’Athènes, ainsi qu’une exposition à la galerie Cinéma à Paris, en octobre, en collaboration avec Yann Gonzalez, Bertrand Mandico et Caroline Deruas.
En janvier 2020, la galerie Anne Barrault lui consacre une exposition à Paris.

### Diffusion
Ses films sont présentés tant dans des festivals (Cannes, Berlin, Rotterdam, IDFA, Tribeca/New York, CPH:DOX, Bafici/Argentine, Cinéma du réel/Paris, Torino…), ainsi que dans des musées tels que la Tate Modern (Londres), le MoMA (New York), le Centre Georges-Pompidou, ou encore la Cinémathèque française et le Whitney Museum (New York).
Ses courts métrages sont distribués par le Collectif Jeune Cinéma.

### Enseignement
Depuis 2020[réf. nécessaire], Marie Losier est responsable des élèves de première année en cinéma à la HEAD à Genève, en Suisse.

## Filmographie
- The Touch Retouched (2002)
- The Passion of Joan Arc (2002)
- Lunch Break on the Xerox Machine (2003)
- Bird, Bath, and Beyond (2003)
- Electrocute Your Stars (2004)
- Eat Your Makeup! (2005)
- The Ontological Cowboy (2005)
- Flying Saucey! (2006)
- Manuelle Labor (2007)[10]
- Draw Me Now (2007)
- DreaMinimalist (2008)
- Papal Broken Dance (2009)[11]
- Slap the Gondola! (2010)[12]
- Cet Air La (2010)
- The Ballad of Genesis and Lady Jaye (2011)
- Byun, Objet Trouvé (2012)
- Peaches and Jesper Fell in the water, who Stays Afloat (2013)
- Alan Vega, Just a Million Dreams (2014)[13]
- Bim, Bam, Boom, Las Luchas Morenas! (2014)
- L'Oiseau de la nuit (2015)[14]
- Waltz Me Trust Me (2018)
- Cassandro the Exotico ! (2018)[15]
- Felix In Wonderland (2019)[16]
- Which is Witch? (2020)[17]
- Download Yourself -video clip- (2020)[18]
- Electric Storm, 100 Years of Theremine -video clip- (2020)[19]
- Un bateau qui passe -video clip- (2020)[20]
- Taxidermisez-moi (2021)[21]
- Peaches Goes Bananas (2025)[22]

## Distinctions
- Guggenheim Fellowship 2013